# Série de Brackett
En physique, la série de Brackett est la série de transitions et les raies spectrales correspondantes de l'atome d'hydrogène lorsqu'un électron passe de n ≥ 5 à n = 4, où n est le nombre quantique principal de l'électron.
La série est nommée d'après le physicien américain Frederick Sumner Brackett qui l'observa pour la première fois en 1922.
Série de Brackett, dans l'infrarouge, raies mesurées et longueurs d'onde (nm) :
| n                    | 5      | 6      | 7      | 8      | 9      | {\displaystyle \infty } |
| Longueur d'onde (nm) | 4052.5 | 2625.9 | 2166.1 | 1945.1 | 1818.1 | 1458.0                  |